# شيموس دونيلي
شيموس دونيلي (بالإنجليزية: Seamus Donnelly)‏ (25 مايو 1971 في جمهورية أيرلندا - ) هو لاعب كرة قدم أيرلندي في مركز الهجوم. لعب مع فيرجينيا بيتش مارينرز وتشارلستون بيتري وSeacoast United Phantoms ‏ ونادي بان.

## وصلات خارجية
- شيموس دونيلي على موقع قاعدة بيانات كرة القدم.إي يو (الإنجليزية)